# Blinisht (gmina Rrapë)
Blinisht – wieś położona w północnej części Albanii w gminie Rrapë. Wieś znajduje się 84 kilometrów od stolicy państwa, Tirany.

## Demografia
Według spisu ludności z 1989 roku we wsi Blinisht mieszkało 328 mieszkańców.